# Diplotaxis
Diplotaxis é um género botânico pertencente à família Brassicaceae.

## Espécies
- Diplotaxis acris (Forssk.) Boiss.
- Diplotaxis antoniensis Rustan
- Diplotaxis assurgens (Delile) Thell.
- Diplotaxis berthautii Braun-Blanq. & Maire
- Diplotaxis brevisiliqua (Coss.) Mart.-Laborde
- Diplotaxis catholica (L.) DC.
- Diplotaxis decumbens (A.Chev.) Rustan & L.Borgen
- Diplotaxis duveyrieriana Cosson
- Diplotaxis episcopalia (L.) DC.
- Diplotaxis erucoides (L.) DC. (syn. D. valentina Pau) – White Wall-rocket
- Diplotaxis glauca (J.A.Schmidt) O.E.Schulz
- Diplotaxis gorgadensis Rustan
- Diplotaxis gracilis (Webb) O.E.Schulz
- Diplotaxis griffithii (Hook.f. & Thoms.) Boiss.
- Diplotaxis harra (Forssk.) Boiss.
- Diplotaxis hirta (A.Chev.) Rustan & L.Borgen
- Diplotaxis ibicensis (Pau) Gómez-Campo
- Diplotaxis lagascana DC.
- Diplotaxis muralis (L.) DC. – Annual Wall-rocket
- Diplotaxis ollivieri Maire
- Diplotaxis pitardiana Maire
- Diplotaxis scaposa DC.
- Diplotaxis siettiana Maire
- Diplotaxis siifolia G.Kuntze
- Diplotaxis simplex (Viv.) Sprengel
- Diplotaxis sundingii Rustan
- Diplotaxis tenuifolia (L.) DC. (syn. Sisymbrium tenuifolium L.) – Perennial Wall-rocket
- Diplotaxis tenuisiliqua Delile
- Diplotaxis varia Rustan
- Diplotaxis villosa Boulos & Jallad
- Diplotaxis viminea (L.) DC.
- Diplotaxis vicentina (Coutinho) Rothm.
- Diplotaxis virgata (Cav.) DC.
- Diplotaxis vogelii (Webb) Cout.

Sources: